# Стрілянина в московській школі № 263
Стрілянина в московській школі № 263 — інцидент, що відбувся 3 лютого 2014. Учень десятого класу Сергій Гордєєв, озброєний карабіном і гвинтівкою, увірвався до будівлі своєї школи, де розстріляв вчителя географії та захопив своїх однокласників у заручники, а відтак відкрив вогонь по працівниках поліції, що прибули на місце події, тим самим убивши охоронця та важко поранивши патрульного. У сучасній Росії це другий випадок масового вбивства в школі, після теракту в Беслані, і перший розстріл, вчинений школярем.
Гордєєва нейтралізували та затримали. 3 березня 2015 року Бутирський районний суд Москви визнав його таким, що вчинив убивства та зробив замах на них у стані неосудності, та направив його на примусове психіатричне лікування. Рішення оскаржив захист потерпілих, 10 серпня 2015 року Московський міський суд визнав його законним, однак 13 листопада 2015 року Президія Московського міського суду направила справу на повторний перегляд до Московського військового суду, де 8 лютого 2016 року Гордєєва знову визнали неосудним. 5 травня 2016 року Верховний суд Російської Федерації визнав це рішення законним.
Інцидент зазнав широкого резонансу в російському суспільстві та викликав бурхливі дискусії про необхідність посилення систем безпеки в навчальних закладах, а також негативний вплив художніх фільмів, телевізійних передач і відеоігор, що містять сцени насилля.

## Особистість злочинця
Сергій Вікторович Гордєєв народився 4 жовтня 1998 року в Москві, на момент вчинення злочину йому було 15 років і він був учнем 10 «А» класу московської середньої школи № 263.
Сергій вчився на «відмінно», претендував на закінчення школи із золотою медаллю, готувався до вступу до Московського інженерно-фізичного інституту, був переможцем і призером різноманітних олімпіад, зокрема, інтернет-олімпіади школярів «20 років правової держави в Росії», що проходила в грудні 2013 року. На обліку в правоохоронних органах перебував. З дитинства був досить добре фізично розвинений, самостійно займався загальною фізичною підготовкою, відвідував заняття бойового самбо в спортивній школі. Захоплювався комп'ютерними іграми (GTA IV, GTA V, Mafia 2 тощо), які, за його власними словами, справляли на нього позитивний ефект, завдяки ним він «відволікався від світу і міг відволіктись від своїх образ».
Батько Сергія, Віктор, був працівником курованого силовими відомствами ФДБЗ НДІ «Ефір». За відомостями низки ЗМІ, НДІ «Ефір» — лише прикриття, а насправді Віктор Гордєєв — полковник поліції, заступник начальника відділу зовнішнього спостереження ОПБ МВС (оперативно-пошукового бюро). Після того, що трапилось, Гордєєву довелось звільнитись зі служби. Віктор Гордєєв навчав сина стрільбі з вогнепальної зброї. Підліток був членом стрілецького клубу «Постріл»; відповідно до свідчень одного з інструкторів, Сергій стріляв «по-середньому», якщо порівнювати з професіоналами, але набагато краще за будь-яку пересічну людину.
Мати, Ірина, працювала бухгалтером. Бабуся, Любов Іванівна, перебувала в батьківському комітеті класу. У родині також є молодший син Іван. Раніше повідомлялось, що батько та дідусь школяра працювали в органах державної безпеки, однак ФСБ Росії спростувала цю інформацію. Віктор Гордєєв навчав сина стрільбі з вогнепальної зброї, разом вони відвідували стрільбища.
В інтерв'ю газеті «Metro» один із однокласників Гордєєва розказав, що друзів у того практично не було:
Мені було б складно назвати його спокійним. Тут справа навіть не в цьому. Він якимось дивним був, не таким як усі. Мало з ким спілкувався. З такими людьми взагалі складно спілкуватися, на мій погляд. Останнім часом відео про зброю мені ВКонтакті скидував.

## Передумови та мотиви
Я не хотів нікого вбивати, я хотів померти. Мені цікаво було дізнатись, а що буде після? Що там — після смерті? Ще я хотів поглянути, як люди реагуватимуть на те, що я зроблю. Я прийшов убити себе. З Андрієм Миколайовичем у мене не було конфліктів, навпаки — в нас були хороші стосунки. Коли він на мене пішов, я в нього вистрелив — навіть не знаю чому, може, тому що ніхто б не повірив, що я можу вистрелити?
Згідно з офіційною версією захисту Гордєєва, на момент вчинення злочину підліток був неосудним. За визнанням самого Сергія, яке він висловив в ході допитів, на вчинення злочину його підштовхнуло бажання довести однокласникам теорію соліпсизму, а відтак покінчити з собою; ще у віці 10 років він задумувався про те, що «життя позбавлене сенсу, що світ — це ілюзія, сон». «Він вважає, що він вигадав усіх нас, що зараз він закриє очі, і усі ті, хто йому нецікаві, зникнуть. Він говорив власній мамі, що вона його ілюзія», — розказав у інтерв'ю журналістам адвокат підлітка Володимир Левін. Також, на думку Левіна, Гордєєв відкрив вогонь у поліцейських тому, що боявся, що йому завадять довести свою теорію.
За версією захисту потерпілих, Гордєєв повністю або неповністю усвідомлював фактичний характер і власну небезпеку своїх дій, хоча, можливо, і страждав психічним розладом, що не виключає осудності, на вчинення злочину, який він заздалегідь спланував, його підштовхнули конфлікти з батьками, вчителями та однокласниками. Згідно з даними міністра освіти РФ Дмитра Ліванова, в підлітка не було конфліктів з учнями та вчителями, сам підліток у свідченнях зауважив, що конфлікти були, але траплялись рідко, але якщо і виникали, то на побутовій основі або під час суперечки, загалом ж стосунки в класі були дружніми.
Унаслідок адвокатських опитувань з'ясувалося, що за день до того, що трапилось, у класі між Сергієм, учителем російської мови Тетяною Бабкіною та директором виник серйозний конфлікт, директор був вимушений викликати шкільного психолога для того, щоб заспокоїти школяра, який вже почав висловлювати погрози. Також у мережі з'явився відеозапис бійки за участі Гордєєва та його однокласника, Олександра Петрова, за версією захисту потерпілих, зроблений за декілька місяців до інциденту зі стріляниною; унаслідок цього мати Сергія висловила думку, що дане відео належить до періоду навчання її сина у 8 класі.

Тетяна Бабкіна, учителька російської мови та літератури 10 «А» класу, що відгукувалась про Гордєєва як про доброго, чуйного та безконфліктного підлітка, в інтерв'ю телеканалу LifeNews розповіла про подробиці допиту Сергія, на який її викликали за бажанням затриманого:
Мене викликали на допит, у якому взяли участь слідчі, психолог і адвокат. Сергій відразу сказав так: «Тетяно Олександрівно, я йшов до вас!». <…> Ми з ним часто дискутували на тему добра і зла — я навчала дітей милосердя, а він казав, що його не існує. Коли я йому говорила, що добрих людей більше, він сміявся. І він мені вчора сказав: «Я хотів вам показати, що ви не маєте рації». Андрій Миколайович — це випадкова жертва. У нього був наступний урок після мене. На мій урок він запізнився.
8 лютого 2014 року Гордєєва, що перебував у СІЗО, відвідала член Суспільної наглядової комісії Москви акторка Ольга Дібцева, з якою в школяра відбулась розмова. За словами Дібцевої, Сергія стверджує, що не хотів нікого вбивати: коли він увійшов зі зброєю до класу, вчитель і діти не повірили в те, що він може вистрілити.
Згідно з однією з поширених в ЗМІ попередніх версій, що появилась майже відразу після того, що трапилось, у Гордєєва був конфлікт із учителем географії та біології Андрієм Кіріловим через оцінки, але її так і не було підтверджено.

## Хід подій

### 2 лютого
У неділю 2 лютого 2014 року Гордєєв остаточно зважився на вчинення злочину. Підліток планував прийти до школи зі зброєю, розказати однокласниками про свої погляди щодо теорії соліпсизму, а відтак покінчити з собою. Ввечері того ж дня він дізнався, куди батько ховає ключі від сейфа, де й лежала його (батькова) зброя. Також Сергій розіслав деяким однокласникам SMS-повідомлення зі словами «завтра ви здивуєтесь, що я зроблю».

### 3 лютого

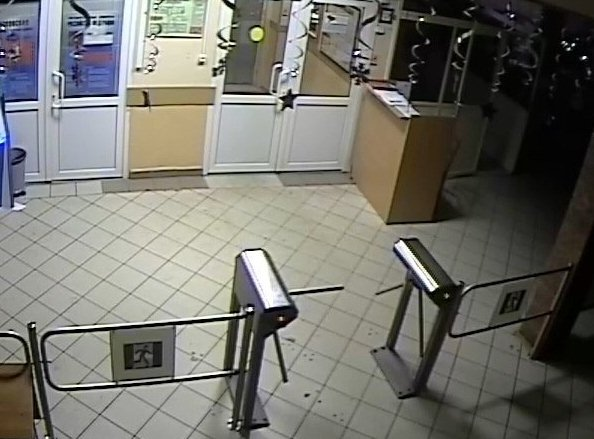
Вестибюль школи, січень 2016 року

Зранку 3 лютого Гордєєв збрехав батькам про те, що в школі немає перших трьох уроків, щоб вони пішли з дому, а він мав змогу залишитись наодинці та безперешкодно заволодіти зброєю; для переконливості він заздалегідь попросив однокласницю надіслати йому SMS-повідомлення про відсутність уроків. Підліток написав передсмертний вірш англійською мовою, де повідомив, що втомився від життя і не може більше жити в страху. Залишившись наодинці, Гордєєв відкрив сейф і видобув звідти напівавтоматичний малокаліберний 11-тизарядний карабін Browning 22 Semi-Auto rifle, гвинтівку Tikka T3 під патрон 7,62×51 мм НАТО з оптичним прицілом і патрони до них, відтак вклав зброю в чохли, за деякими даними, заздалегідь зробивши пробний постріл із карабіна у відкрите вікно, а патрони — в пакет, у нього ж Гордєєв поклав знайдений вдома сувенірний кинджал. Для приховання зброї Сергій одягнув не свою куртку, а чорне пальто з довгими полами, що належало його матері.
Завершивши приготування, підліток вийшов зі свого дому на Березовій алеї та попрямував до школи № 263. Близько 11:40 за московським часом, приблизно через 10 хвилин після початку четвертого уроку, він підійшов до центрального входу, де витяг зброю з чохлів. Увійшовши до школи, він минув турнікет на вході, і, погрожуючи зброєю охоронцю, пройшов до кабінету № 2 на першому поверсі, де на той час у 10 «А» проходив урок географії. Підійшовши до кабінету, але не заходячи всередину, через відкриті двері, Гордєєв вистрілив у вчителя Андрія Кірілова з карабіна Browning, поціливши йому в голову. Відтак він навів зброю на учнів (у кабінеті був 21 учень).
Пройшовши за кафедру, Гордєєв почав висловлювати однокласникам свої думки щодо теорії соліпсизму, відповідно до якої, на його погляд, у світі існує лише він єдиний, а життя є ілюзорним і є нічим іншим, як його сном. У якийсь момент підліток звернув увагу на те, що поранений Кірілов почав проявляти ознаки життя, і другий раз вистрілив йому в голову, після чого педагог помер.
Охоронець викликав працівників поліції, натиснувши кнопку тривоги. Сигнал тривоги в поліції отримали об 11:46 (за даними УВС ПСАО ГУ МВС РФ по Москвы — об 11:44), вже приблизно через дві хвилини до школи прибув наряд позавідомчої охорони. Прапорщик Сергій Бушуєв і прапорщик Олег Нургалієв увійшли до школи і попрямували до кабінету № 2. Поліцейські прямували вздовж стіни, страхуючи одне одного. Бушуєв спробував увійти до кабінету, в той час Гордєєв відкрив по ньому вогонь. Нургалієв відразу викликав «швидку допомогу», але Бушуєв помер ще до приїзду медиків.
Через деякий час на місце події приїхала група негайного реагування патрульно-постової служби — старший сержант Володимир Крохін і молодший лейтенант В'ячеслав Нечаєв. Гордєєв відкрив по патрульних вогонь із вікна. Поліцейські ввійшли до будівлі, Крохін побачив тіло мертвого прапорщика Бушуєва і зупинився за десять метрів по коридору навскіс до кабінету, тоді ж Гордєєв і вистрілив у нього. Нечаєв, ризикуючи життя, виніс напарника із зони прострілу, затягнувши його за кут. Інші поліцейські вирішили допомогти пораненому, спробувавши перенести його, але в коридорі в Крохіна спрацював автомат і здійнялись безладні постріли.
Об 12:12 до школи приїхало декілька екіпажів швидкої медичної допомоги, відтак прибуло два пожежних загони, на майданчику поруч зі школою приземлився медичний гвинтокрил МНС РФ ЕС-145, на якому, як наслідок, евакуювали пораненого поліцейського Володимира Крохіна, якого вивезли на ліжку-каталці з будівлі приблизно о 12:15. Територію школи щільним кільцем оточила поліція, в Москві ввели план «Ураган-2», що давав змогу силовикам стріляти на ураження у випадку загрози для життя заручників при їх звільненні.
На місце події оперативно прибули міністр внутрішніх справ Володимир Колокольцев, міністр освіти Дмитро Ліванов, голова Слідчого комітету РФ Олександр Бастрикін, мер Москви Сергій Собянін, прокурор міста Сергій Кудєнєєв і начальник Головного управління МВС Росії по місті Москві Анатолій Якунін.
За словами очевидців, Гордєєв розмовляв із заручниками про смерть, розказував про своє життя та проблеми в сім'ї, декілька разів відповідав на дзвінки від батьків, а після приземлення гвинтокрила зробив близько 6 пострілів у вікно. За даними МВС Росії, всього за час перебування в кабінеті Гордєєв зробив щонайменше 11 пострілів, за його власною версією, озвученою під час психіатричної експертизи — 18.
До 12:20 всіх учнів школи, за виключенням учнів 1 «А», 6 «Б» і 7 «А» (він перебував у сусідньому кабінеті) класів, евакуювали з будівлі.
Увесь цей час Гордєєв перебував із заручниками в кабінеті. О 12:17 батько Гордєєва, Віктор, одягнувши бронежилет, увійшов до школи, пройшов до кабінету № 2 і вмовив сина відпустити однокласників і здатися. Підліток відпустив заручників приблизно о 12:48, через декілька хвилин медики перенесли тіло вбитого викладача в роздягальню на першому поверсі. Приблизно о 13:05 стрільця вивели зі школи бійці СОБРу.

## Загиблі та поранені

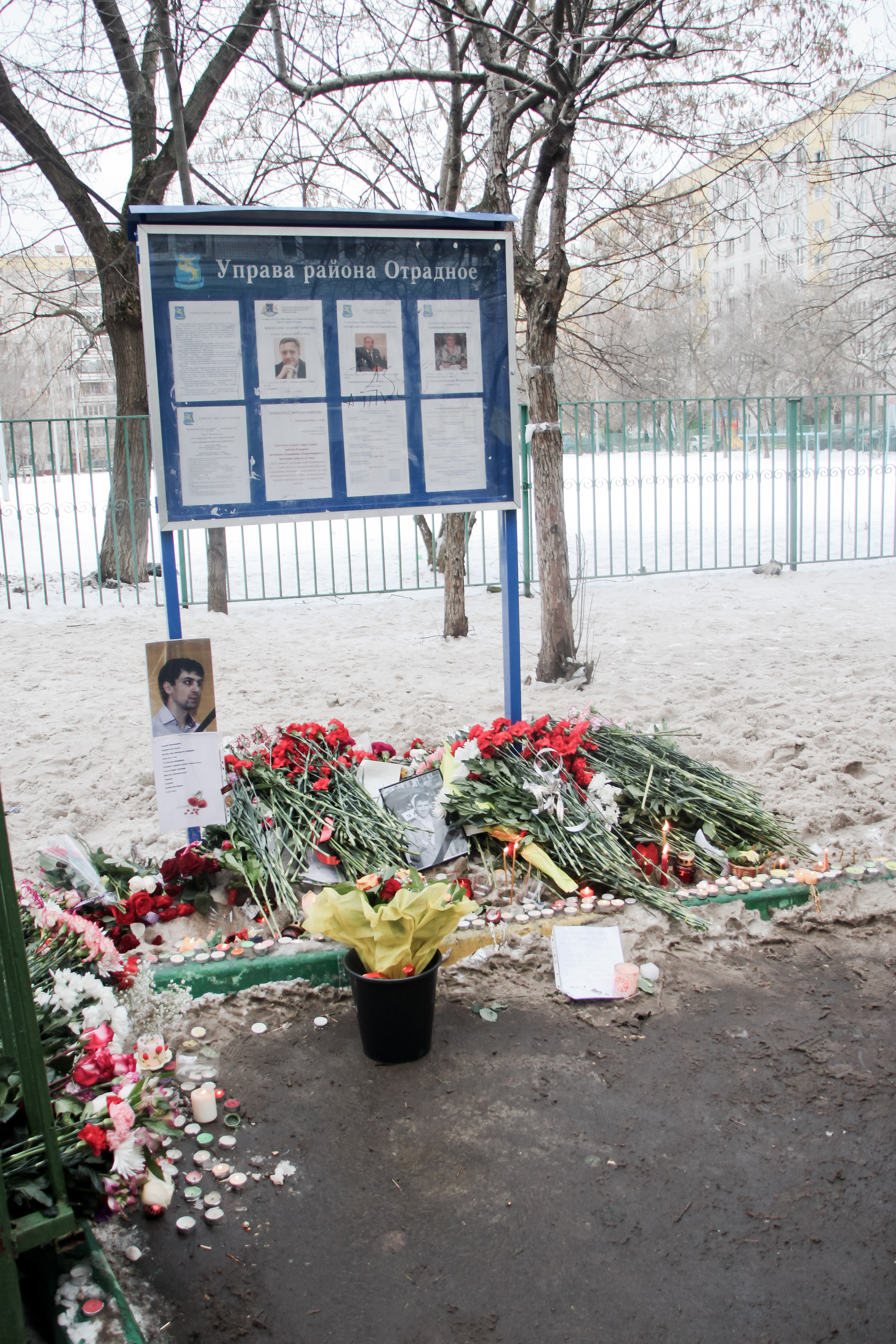
Імпровізований меморіал в пам'ять про загиблих

Загиблий учитель — Андрій Миколайович Кірілов народився 1984 року у Вадському районі Нижньогородської області. Після закінчення середньої школи вступив до Арзамаського педагогічного інституту, який завершив 2006 року. Відбував службу в Збройних силах Російської Федерації. Викладав географію і біологію в старших класах середньої школи № 263. Був одружений, виховував сина.
Другий загиблий — прапорщик Сергій Вікторович Бушуєв, поліцейський взводу 1-го батальйону поліції позавідомчої охорони внутрішніх справ служив із 1994 року, в батальйоні — з 1997 року. За роки служби був нагороджений відомчими знаками МВС «Відмінник міліції» та «За відмінність». Був одружений, виховував доньку. Куля, випущена Гордєєвим, пробила поліцейському артерію та пройшла в груди, Бушуєв помер від сильної крововтрати.
Єдиний поранений — старший сержант Володимир Олександрович Крохін, працівник групи негайного реагування патрульно-постової служби ВМВС «Відрадне». Народився 1984 року, в органах внутрішніх справ працював з грудня 2005 року, нагороджений знаком «За відмінність у службі» та багатьма почесними грамотами. Крохіна доставили до НДІ імені Скліфосовського з великою крововтратою, він отримав наскрізне поранення грудної клітки, діафрагми, печінки, шлунка, підшлункової залози, а також поранення нижньої порожнистої вени. Після поранення проходив курс лікування, у квітні був виписаний.
6 лютого 2014 року Володимир Путін підписав указ про нагородження Андрія Кирилова, а також прапорщика Сергія Бушуєва та старшого сержанта Володимира Крохіна орденом мужності (двох перших — посмертно) з формулюванням «за мужність і самовіддачу, проявлені при виконанні службового та громадянського обов'язку під час трагедії 3 лютого в школі № 263 міста Москви». У травні 2014 року Володимир Крохін одержав орден із рук начальник ДУ МВС Росії по місті Москві Анатолія Якуніна.

## Розслідування
4 лютого 2014 року Гордєєва доставили до Басманного районного суду для обрання запобіжного заходу, до залу підлітка завели бійці спецназу. Засідання відбувалось у закритому режимі. Суд задовольнив клопотання й ухвалив рішення про утримання підлітка під вартою протягом двох місяців, хоча сам він каявся і просив залишити його під наглядом батьків. Батько та мати Гордєєва на засідання суду не прийшли.
Підозрваному Гордєєву призначили психіатричну експертизу, припускалось, що в нього можуть бути психічні розлади. Було порушено кримінальну справу за ознаками злочину, передбаченими частиною 4 статті 206, пунктами «а, б, к» частини 2 статті 105, частиною 3 статті 30 та пунктами «а, б» частини 2 статті 105 Кримінального кодексу Російської Федерації. Розслідування за справою про стрільбу проводили працівники Головного слідчого управління Слідчого комітету РФ.
Спочатку Гордєєв перебував у ізоляторі тимчасового тримання УВС Північно-Східного округу, де його утримували у двомісній камері разом із дорослим чоловіком, якого звинувачували в «не особливо важких злочинах». Проблем між арештантами не виникало. Сергій скарг на співкамерника не подавав. За певний час його перевели до ізолятора тимчасового утримання СІЗО № 5 «Водник» для неповнолітніх. Підозрюваний також просив про організацію для нього зустрічі з батьками.
У Федеральній службі Російської Федерації з контролю за обігом наркотиків повідомили, що, згідно з результатами проведених аналізів, Гордєєв не вживав наркотичних речовин.
У квітні 2014 року було оприлюднено результати судово-психіатричної експертизи, яку чотири тижні проходив Гордєєв. Спеціалісти Державного наукового центру соціальної та судової психіатрії імені В. П. Сербського визнали школяра неосудним і поставили йому діагноз «параноїдна шизофренія». Підозрюваного направили до спеціалізованого психіатричного відділення Бутирського слідчого ізолятора № 2 Москви. За словами джерела газети «Известия» в правоохоронних органах, ще на попередньому етапі обстеження в підлітка вдалось виявити розлад психіки та аномальну гіперактивну поведінку — школяр не лежав, не спав, постійно перебував у русі та конфліктував з іншими підекспертними.
Всього за справою про стрілянину значилось 25 потерпілих, з них 21 школяр, мати і дружина загиблого Андрія Кірілова, дружина загиблого працівника позавідомчої охорони Сергія Бушуєва та поранений поліцейський Володимир Крохін.
25 серпня 2014 року кримінальна справа Гордєєва надійшла до Бутирського районного суду.

## Суд

### Перший розгляд
8 вересня 2014 року розпочався судовий розгляд справи про стрілянину. У ході першого засідання державний обвинувач подавав клопотання щодо застосування до обвинувачуваного примусових заходів медичного характеру, а також заявив про часткове визнання підсудним своєї вини. Сам Гордєєв частково визнав свою провину, однак не погодився з класифікацією звинувачення.
15 жовтня в процесі чергового засідання в доставленого до суду Гордєєва виникли шийні судоми. Адвокат потерпілих Ігор Трунов повідомив пресі, що Гордєєв вжив пігулку антидепресанту, побічним ефектом якого є судоми. Суд викликав «швидку допомогу», щоб підсудному зробили укол протисудомного препарату.
У січні 2015 року сторона потерпілих попрохала суд про визнання незаконною, необґрунтованою і такою, що містить ознаки фальсифікації, психолого-психіатричну експертизу Гордєєва. У клопотанні потерпілих заявлено, що було порушено процесуальний порядок призначення та провадження експертизи, потерпілі не були своєчасно ознайомлені з постановою щодо призначення експертизи, а сам висновок експерта є необґрунтованим і таким, що викликає сумніви. Бутирський суд частково задовольнив клопотання адвоката потерпілих щодо повторної судово-психіатричної експертизи підсудного: відмовивши в проведенні повторної експертизи, він постановив допитати спеціалістів із інституту імені Сербського, що провадили експертизу.
11 лютого 2015 року відбулось чергове судове засідання, на якому було оголошено завершення судового розслідування справи. Суд визнав наявність порушень в експертизі та прийняв окрему ухвалу щодо слідчого.
24 лютого суд продовжив арешт Гордєєва до 25 травня, наступного дня відбулись дебати сторін. Сторона обвинувачення попросила суд визнати підлітка неосудним і направити його на примусове лікування. Окрім того, прокурор попросила суд перекваліфікувати обвинувачення зі статті 206 КК РФ на менш важку — 127 («незаконне позбавлення волі»). Захист підсудного попрохав перекваліфікувати обвинувачення у вбивстві на обвинувачення у вбивстві з необережності, представники сторони потерпілих вимагали для нього реального покарання. Сам Гордєєв, за словами Ігоря Трунова, в останньому слові нічого не сказав.

#### Рішення суду
3 березня 2015 року в Бутирському суді відбулось заплановане засідання за справою про стрільбу в школі. Було визнано, що Гордєєв вчинив убивства та замах на вбивства в стані неосудності, його було направлено на примусове психіатричне лікування терміном щонайменше на 6 місяців, по закінченню яких йому міг бути призначений переогляд. Суд також розпорядився зупинити кримінальне переслідування стосовно Гордєєва за відсутністю складу злочину за статтею 127 КК РФ («незаконне позбавлення волі»), але через неповноліття підсудного його дії за законом не можна перекваліфікувати. Резолютивну частину вердикту оголосила федеральний суддя Юлія Шелєпова. Гордєєв вислухав рішення мовчки, а по закінченню оголошення сказав, що рішення суду йому зрозуміле.
За словами адвоката підлітка Володимира Лєвіна, рішення суду було очікуваним. В інтерв'ю журналістам він також розказав, що встиг поспілкуватись із підсудним після оголошення вироку, і Гордєєв сказав, що «нічого не зрозумів». Сторона потерпілих висловила бажання оскаржити рішення через категоричну незгоду з ним. Представник сторони потерпілих Ігор Трунов заявив, що в справі «простежується заінтересованість, корупційна складова».

#### Оскарження рішення
11 березня сторона потерпілих оскаржила рішення суду. В апеляційній скарзі Ігор Трунов попрохав про повернення кримінальної справи для повторного розгляду в іншому складі суду, а постанову від 3 березня скасувати і скерувати до Московського окружного військового суду для розгляду по суті. На його думку, суд помилково дійшов до висновку про можливість довіряти висновку психіатричної експертизи стосовно підлітка.
16 квітня захист потерпілих подав скаргу на бездіяльність судді та заяву до суду про компенсацію за порушення термінів, адресовану голові Московського міського суду Ользі Єгоровій. У документі Трунов звернув увагу на те, що з моменту розгляду справи пройшло півтора місяця, але досі протокол судового засідання не складено і не надано для ознайомлення стороні потерпілих.
10 серпня Московський міський суд розглянув скаргу захисту сторони потерпілих і визнав рішення Бутирського суду законним. Гордєєва скерували до психіатричної клініки. У вересні захист потерпілих подав до Президії Московського міського суду касаційну скаргу на постанову Бутирського районного суду від 3 березня 2015 року і апеляційну ухвалу Московського міського суду від 10 серпня 2015 року.

### Повторний розгляд справи
13 листопада Президія Мосміськсуду скасувала рішення Бутирського районного суду від 3 березня 2015 року і скерувала справу на повторний розгляд до Московського окружного військового суду, задовольнивши касаційну скаргу сторони потерпілих. Разом з тим, суд відмовив представникам відповідача в проведенні закритого судового розгляду, а також у призупиненні позову до розгляду справи стосовно Гордєєва по суті.
23 грудня в Московському окружному військовому суді колегія з трьох суддів розпочала повторний розгляд справи. Захист потерпілих заявив відвід державному обвинувачу, оскільки він ж і брав участь у справі при першому її розгляді, однак суд клопотання відхилив. Адвокат Гордєєва на засідання не появився, тому розгляд продовжили і наступного дня. 25 грудня суд допитав трьох потерпілих: матір і дружину загиблого Андрія Кирилова, а також поліцейського Володимира Крохіна.
На початку січня 2016 року стало відомо, що захисники потерпілих звернулись до Кваліфікаційної колегії суддів Москви з вимогою застосувати стосовно судді Бутирського районного суду міста Москви Шелєпову, суддів Московського міського суду Пронякіна, Світозерську, Боєва, голову Бутирського районного суду Колмогорова, прокурора відділу державних обвинувачів кримінально-судового управління Прокуратори міста Москви Баландіну і прокурора апеляційного відділу кримінально-судового управління прокуратури міста Москви Якушеву до дисциплінарні стягнення. У скарзі зауважено, що суддя Шелепова «неодноразово виходила в судове засідання і проводила судові процеси без мантії», а суддя Пронякін під час судового засідання в апеляційній інстанції висловлювався стосовно потерпілої Кірілової «в зневажливо грубій формі», а на зауваження реагував «агресивно та грубо».
У ході подальших засідань Гордєєв почав свідчити самостійно, не через адвоката, як робив це раніше. На засіданні 18 січня 2016 року він надав пояснення щодо досліджень експертиз трупів Андрія Кірілова і Сергія Бушуєва, визнавши, що вбив їх. Також підліток відповів на запитання суду про те, чому він вчинив убивства.
Я довго думав і зараз розумію, що відповісти не виходить. Я не заперечую, що смерть обох настала від моїх пострілів. Також я стріляв із вікон, у кого — зараз не пам'ятаю.
20 січня інтернет-видання LifeNews опублікувало відеозапис, зроблений у шкільному гардеробі, на якому видно, як Олександр Пєтров, однокласник Гордєєва, завдає Сергію удари руками та ногами під схвальні вигуки інших школярів. 26 січня захист потерпілих заявив клопотання щодо кримінального переслідування Петрова за лжесвідчення. На думку юристів, на стадії попереднього слідства за справою Пєтров свідомо лжесвідчив, стверджуючи, що в них із Сергієм були хороші дружні стосунки; на судовому засіданні 22 січня 2016 року Олександр також заявляв про відсутність конфліктів із підсудним.
5 лютого розпочались судові дебати за справою. Державний обвинувач попрохав суд про призначення Гордєєву примусових заходів медичного характеру. Захист потерпілих виразив незгоду з позицією обвинувачення і ще раз заявила про осудність підсудного та необхідність засудити його до реального терміну покарання, а також попрохала суд прийняти окрему ухвалу щодо МВС Росії через непрофесійність його працівників, дії яких на момент інциденту зі стріляниною «поставили під загрозу не лише їх власні життя, але і життя школярів, які перебували на той момент у заручниках». Мати загиблого вчителя Андрія Кірілова демонстративно покинула зал для засідань.

#### Рішення суду
8 лютого 2016 року Московський окружний військовий суд постановив звільнити Гордєєва від відповідальності та скерувати його до стаціонару для проведення примусового лікування. Постанову оголосив головуючий суддя Сергій Коробченко. Адвокат потерпілих Ігор Трунов заявив, що прийнята постанова буде оскаржена захистом потерпілих в апеляційному порядку.
16 лютого стало відомим, що захист потерпілих подав апеляційну скаргу до Судової колегії по справах військовослужбовців Верховного суду Російської Федерації, таким чином оскарживши рішення Московського окружного військового суду. 5 травня Верховний суд Російської Федерації визнав рішення Московського окружного військового суду від 8 лютого 2016 року законним.

### Цивільне судочинство
На першому ж судовому засіданні за справою про стрілянину, однокласники Гордєєва заявили, що відмовляються від будь-яких матеріальних претензій до нього і його батьків. Старший сержант Крохін, який уже отримав компенсацію в досудовому порядку, також відмовився від претензій у рамках цивільного судочинства. Родичі вбитого Кірілова заявили цивільний позов до підлітка загальною сумою 9 мільйонів рублів. Окрім цього, потерпілі попросили призначити сину вчителя до досягнення ним повноліття щомісячне утримання сумою 68 тисяч рублів із одномоментною виплатою 261 тисячі рублів як заборгованість із лютого 2014 року.
У рішенні Бутирського районного суду від 3 березня 2015 року було окремо зауважено, що одна з потерпілих сторін (сім'я вбитого поліцейського) відмовилась від позовних вимог, цивільні позови інших потерпілих повинні бути розглянуті в порядку цивільного судочинства.
У жовтні 2015 року до Бутирського районного суду було подано позов від матері, вдови та дитини загиблого вчителя. У ньому потерпіла сторона попрохала суд стягнути з батьків Гордєєва 10 мільйонів рублів як компенсацію моральної шкоди та 739 тисяч рублів, витрачених на похорон, а також зобов'язати їх виплачувати по 37 тисяч рублів дитині Кірілова до досягнення ним повноліття. 15 грудня 2015 року суд залучив підлітка як співвідповідача за позовом, а також відмовив представникам відповідача в проведенні закритого судового розгляду та призупиненні позову до розгляду справи про стрілянину по суті.
1 лютого 2016 року суд відмовився закрити засідання за позовом, таким чином, відхиливши клопотання захисту відповідачів, що наполягав на тому, що «справу неможливо розглядати без відривання від кримінальної справи» про стрілянину. Представник позивача Людмила Айвар заявила, що підстав для припинення засідання немає, оскільки сам підліток на засіданні не присутній, а його представляє адвокат, цю позицію підтримав і прокурор. Вислухавши аргументи сторін, суд не знайшов підстав для закриття судового розгляду. Окрім цього, представнику відповідачів повторно відмовили в призупиненні позову до розгляду кримінальної справи стосовно Сергія Гордєєва по суті.
24 лютого сторона потерпілих збільшила суму заявленого позову, попросивши суд стягнути з батьків Гордєєва 10 мільйонів рублів (по 5 мільйонів матері та вдові Кірілова) як компенсацію моральної шкоди, а також зобов'язати їх щомісячно виплачувати 36135 рублів 44 копійки, одномоментну суму за минулий період — 893749 рублів 88 копійок
2 березня суд частково задовольнив позов Кірілових, стягнувши з Віктора й Ірини Гордєєвих по 700 тисяч рублів і зобов'язавши їх щомісячно виплачувати на утримання неповнолітньої дитини по 36 тисяч рублів. Також суд стягнув із відповідачів 936 тисяч рублів як одномоментну виплату на неповнолітнього сина Андрія Кірілова «з дня смерті батька по сьогодні». У серпні Гордєєви подали до Московського міського суду апеляційну скаргу щодо цього рішення.

### Кримінальна справа стосовно батька
У травні 2014 року стосовно батька стрільця Віктора Гордєєва було порушено кримінальну справу за статтею 224 КК РФ («недбале зберігання вогнепальної зброї»), відтак її призупинили «доти, доки не буде ухвалено рішення за основною справою».
Рік по тому слідство передало справу стосовно Віктора Гордєєва до суду. Слідство відмовилось визнати родичів Кірілова та дружину Бушуєва потерпілими за даною кримінальною справою, відповідно, відмовивши їм у можливості претендувати на які-небудь компенсації. У червні 2015 року суддя мирової судової ділянки № 91 Бутирського району Москви амністував Гордєєва-старшого.

## Реакція

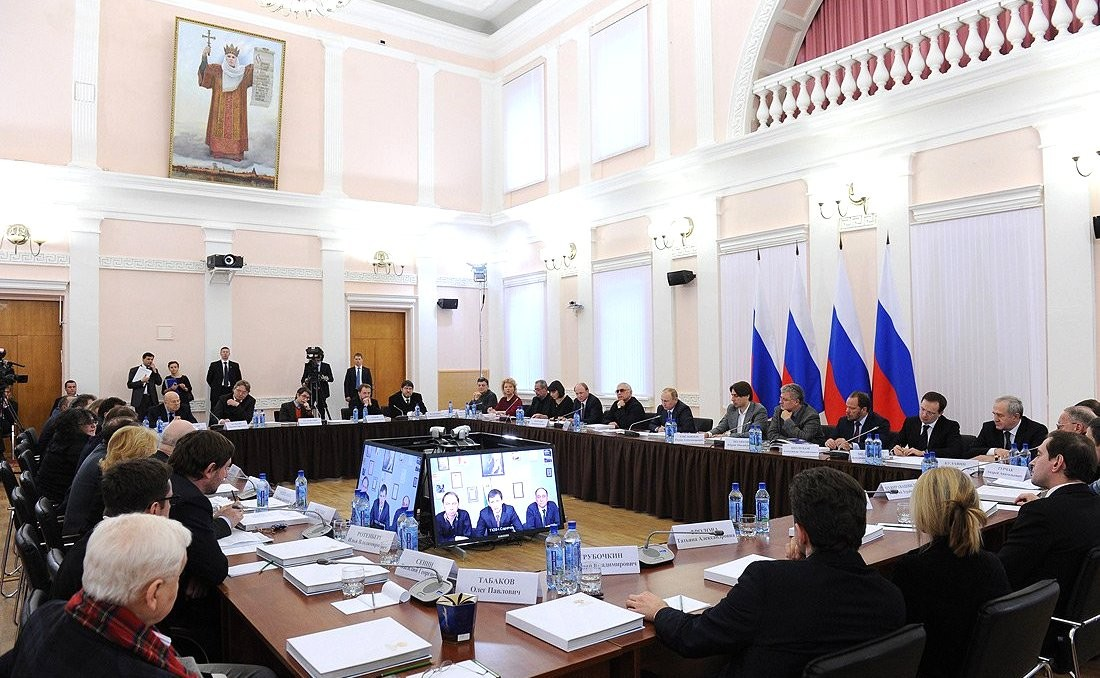
Засідання Ради при Президенті Російської Федерації з культури та мистецтва в Пскові 3 лютого 2014 року

3 лютого 2014 року Президент Російської Федерації Володимир Путін, перебуваючи на засіданні президентської Ради з культури та мистецтва, відреагував на інцидент, назвавши це трагедією, і закликав більше уваги приділяти вихованню молодого покоління. На думку російського президента, трагедія могла б не трапитись, якби належним чином було виховано нове покоління глядачів з гарним художнім смаком, хто б міг розуміти та цінувати театральне, драматичне, музичне мистецтво.

### Питання щодо забезпечення безпеки в навчальних закладах
Міністр освіти Росії Дмитро Ліванов заявив, що Міністерство освіти вживатиме додаткових заходів безпеки після того, що трапилось. За його словами, в міністерством візьмуться за аналіз причини трагедії та будуть прагнути досягнення абсолютної безпеки в школах.
Уповноважений при Президенті Російської Федерації з прав дитини Павло Астахов закликав перевірити безпеку у всіх дитячих закладах:
Вважаю за необхідне організувати за участі контрольно-наглядових і правоохоронних органів перевірки стану антитерористичної й протикримінальної безпеки у всіх навчальних і дитячих організаціях, забезпечення їх належною охороною та відеоспостереженням, укомплектованості штатів дитячими та підлітковими психологами, наявності й ефективності праці служб вирішення конфліктів, шкільних інспекторів поліції.
Після інциденту в Москві, Московській області та інших регіонах Росії відбулись прокурорські перевірки дотримання вимог законодавства щодо забезпечення безпеки учнів і працівників у навчальних закладах.

### Пропозиції щодо внесення змін до законодавства
Подія підлягла низці оцінювань у Державній думі Російської Федерації. Голова думського комітету з безпеки та протидії корупції Ірина Ярова заявила про необхідність максимально обмежити розповсюдження зброї в РФ і закликала посилити контроль її зберігання. Також Ярова зазначила, що даний випадок — нетипова для Росії подія.
Депутати парламенту від фракції ЛДПР запропонували внести зміни до статті 4 закону «Про засоби масової інформації», які б не дозволили показувати по телебаченню сцени насилля за участі неповнолітніх у денний час, а також заявили про необхідність створення в Держдумі робочої групи, яка б займалась питаннями забезпечення безпеки в російських школах.
Депутат Держдуми, член фракції партії «Справедлива Росія» Олег Міхєєв вніс для розгляду в Думу зміни до статті 16 Федерального закону «Про захист дітей від інформації, що завдає шкоди їх здоров'ю та розвитку», таким чином запропонувавши вилучити з відкритого доступу «програми для ЕОМ і баз даних, заборонені для дітей». У пояснювальній записці до законопроекту пояснювалось, що маються на увазі комп'ютерні ігри, в яких міститься відкрита пропаганда жорстокості та насилля. Пресі Міхєєв повідомив, що займався розробкою законопроекту ще задовго до інциденту зі стріляниною в школі № 263. З комп'ютерними іграми пов'язав інцидент і помічник Голови Уряду Російської Федерації, колишній головний санітарний лікар Росії (1996—2013) Геннадій Онищенко.
У Громадській палаті Російської Федерації запропонували внести зміни до статті 156 Кримінального кодексу РФ «Невиконання обов'язків із виховання неповнолітнього». За словами члена палати та лідера правозахисного руху «Спротив» Ольги Костіної, потрібно подумати про відповідальність батьків, що навчили підлітка користуватись зброєю і не звернули уваги на його психологічний стан.
Депутати Московської міської думи запропонували зміни до закону «Про приватну детективну та охоронну діяльність», що б дозволили озброїти шкільних охоронців дубинками та електрошоковими пристроями. Пропозицію озброїти охорону шкіл і вчителів також висунула загальноросійська громадська організація «Право на зброю».
Депутат Законодавчих зборів Санкт-Петербурга четвертого та п'ятого скликань Віталій Мілонов розробив і представив проект змін до федерального закону «Про зброю». Відповідно до даної ініціативи, власники травматичних пістолетів і мисливських рушниць будуть повинні проходити медичний огляд щорічно, а не що п'ять років.

## У масовій культурі
Навесні 2014 року «Московская школа нового кино» разом зі студією «Другие» завершила зйомки художнього фільму «Шкільний стрілець». Фільм знято за мотивами роману Стівена Кінга «Лють» і лютневих подій у школі № 263, за словами творців, він точно повторює зав'язку роману; дія відбувається в наш час у російській школі. Зйомки відбувались на території московського Коледжу підприємництва № 11 (колишня будівля середньої школи № 165). У зйомках картини взяли участь лідер групи «The Matrixx» (раніше — учасник «Агата Кристи») Гліб Самойлов, фронтмен групи «НАИВ» Олександр «Чача» Іванов, співачка Тетяна Буланова, актор Андрій Балякін та інші.